# Sal Castro
Salvador B. Castro (25 de octubre de 1933 - 15 de abril de 2013) fue un educador y activista mexicano-estadounidense. Fue más conocido por su papel en las huelgas de 1968 en East Los Angeles High School, una serie de protestas contra las condiciones desiguales en Los Angeles Unified School District (LAUSD). A pesar de que se retiró, él continuó dando conferencias sobre sus experiencias y la importancia de la educación, especialmente para los estadounidenses de origen mexicano.
Castro nació en Los Ángeles y comenzó en el jardín de infantes en Belvedere Elementary School en el este de Los Ángeles, pero se mudó a México cuando su padre fue repatriado a la fuerza durante el "movimiento de repatriación". Allí asistió a una escuela primaria privada en Mazatlán, Sinaloa. Volviendo al este de Los Ángeles, mientras que todavía en la escuela primaria, sufrió discriminación por hablar español en el aula. Después de graduarse de la Escuela de la Catedral, una escuela católica, fue reclutado por el Ejército. No vio ninguna acción de combate como la guerra de Corea que fue poco después de su entrada, pero estaba estacionado en bases en Atlanta, Georgia y Fort Jackson, Carolina del Sur. Siempre interesado en la educación superior, se mostró particularmente impresionado por el campus de la College of William and Mary, mientras se encontraba en Virginia, pero él dejó al ejército para casarse con su novia de la secundaria, y asistió a Los Angeles City College (LACC) antes de ser transferido al Estado de Los Ángeles, ahora conocido como Universidad Estatal de California en Los Ángeles (CSULA), donde obtuvo su licenciatura en las ciencias sociales. Él murió en Los Ángeles el 15 de abril de 2013.